# Panches
Os panches ou tolimas era um povo amerindio, que habitava em ambas as margens do rio Magdalena e sua bacia, desde o rio Gualí ao noroeste ao rio Negro ao nordeste, até o rio Coelho ao sudoeste e Fusagasugá ao sudeste. Considerados culturalmente similar aos povos caribenhos vizinhos mas linguisticamente não relacionado com eles. Foram descritos pelos conquistadores espanhóis como temíveis guerreiros, antropófagos cuja vida girava em torno da guerra.

## Território
No momento da conquista encontravam-se assentados no centro da atual República de Colômbia, ao leste de Tolima e oeste de Cundinamarca.  Seus vizinhos ao ocidente eram os pijaos, coyaimas e natagaimas; ao noroeste os pantágoras; ao nordeste os muzos ou Colimas; ao sudeste os sutagaos e; ao este os muiscas ou Chibchas.
Existia dentro destas civilizações os Marirris ou Piaches, próprios das sociedades chamânicas, idosos e adivinhos, que desempenhavam um papel importante nas decisões religiosas, políticas, militares e em especial em matéria de saúde.  Tinham que prever analisando não apenas o mundo físico mas também o divino e o sagrado.  Os Caciques panches ou síquimas tinham como costume dar seu nome à região que governavam e eram assessorados em suas funções especialmente por um grupo de pessoas de autoridade e experiência chamados acaimas.

## Organização Político-administrativa
Sua organização política era de tipo tribal, logo não existia uma grande diferenciação hierárquica dentro da sociedade, nem existiam líderes que dominassem politicamente grandes territórios ou súditos. No entanto as crônicas espanhola da conquista deixam ver que alguns líderes tinham reconhecimento em razão de sua capacidade estratégica militar, cujo comando era acatado por outros líderes em alianças temporárias.
A nação panche estava conformada pelas tribos tocaimas, anapuimas, suitamas, lachimíes, anolaimas, síquimas, chapaimas, calandaima, calandoimas, bituimas, tocaremas, sasaimas, guatiquíes, etc.

### A Guerra
A guerra era sua principal atividade, os espanhóis reconheceram-lhes uma grande capacidade estratégica durante a conquista. Os muíscas afirmavam o mesmo, de facto reportaram que durante muitos anos os panches assaltaram de forma constante suas aldeias e sequestravam a suas mulheres; em zonas fronteiriças como Tibacuy, Subia, Tena, Ciénaga, Luchuta e Chinga os chefes políticos posicionaram Güechas ou guerreiros profissionais reconhecidos por seu grande tamanho que tentavam conter os temíveis inimigos. Eram inimigos também de grupos caribenhos como os Muzos. Inclusive os pantágoras ou os pijaos viviam em constante confronto com grupos panches que por sua vez lutavam internamente.
Suas armas eram maças, macanas, arcos, setas e dardos. Preparavam misturas de venenos de serpentes, aranhas e lacraias para envenenar as setas e os dardos. Dos panches, os tocaimas eram os mais civilizados e de índole mais pacífica, e os síquimas os mais guerreiros.
De acordo às crónicas de Fray Pedro Simón um objectivo da guerra era a obtenção de carne humana bem para a alimentação ou para a prática do canibalismo cerimonial, no entanto é mais provável que os panches como grupo guerreiro praticassem o canibalismo por causa da guerra como forma de infundir terror a seus inimigos e como uma forma ritual de obter as qualidades dos vencidos, neste caso o canibalismo é mais uma opção consequência da guerra que a causa dela.
Apesar de seus contínuos conflitos internos podiam fazer alianças intertribais ao sentir-se ameaçados por povos que não fossem panches, isto ocorreu durante a conquista e em tempos anteriores quando se aliaram para assaltar os territórios dos Muiscas, que sempre foram muito superiores demograficamente.